# Italia Marittima
Italia Marittima est depuis 2006 le nouveau nom de la compagnie de navigation italienne Lloyd Triestino di navigazione.
La compagnie est née en 1836 comme branche de l'Österreichischer Lloyd-Lloyd Austriaco à l'époque de l’Empire austro-hongrois et compte parmi les plus anciennes compagnies de navigation encore en activité. Son siège est à Trieste.

## Historique
Dès le début, la compagnie est principalement tournée vers l’Orient, et assure aussi bien le transport de marchandises que de passagers en Méditerranée. En 1837, elle installe à Trieste ses propres ateliers de réparation, dans un bâtiment situé près de l'ancien lazaret (bâtiment de quarantaine). Ces installations forment l'embryon du premier arsenal de la Lloyd. 

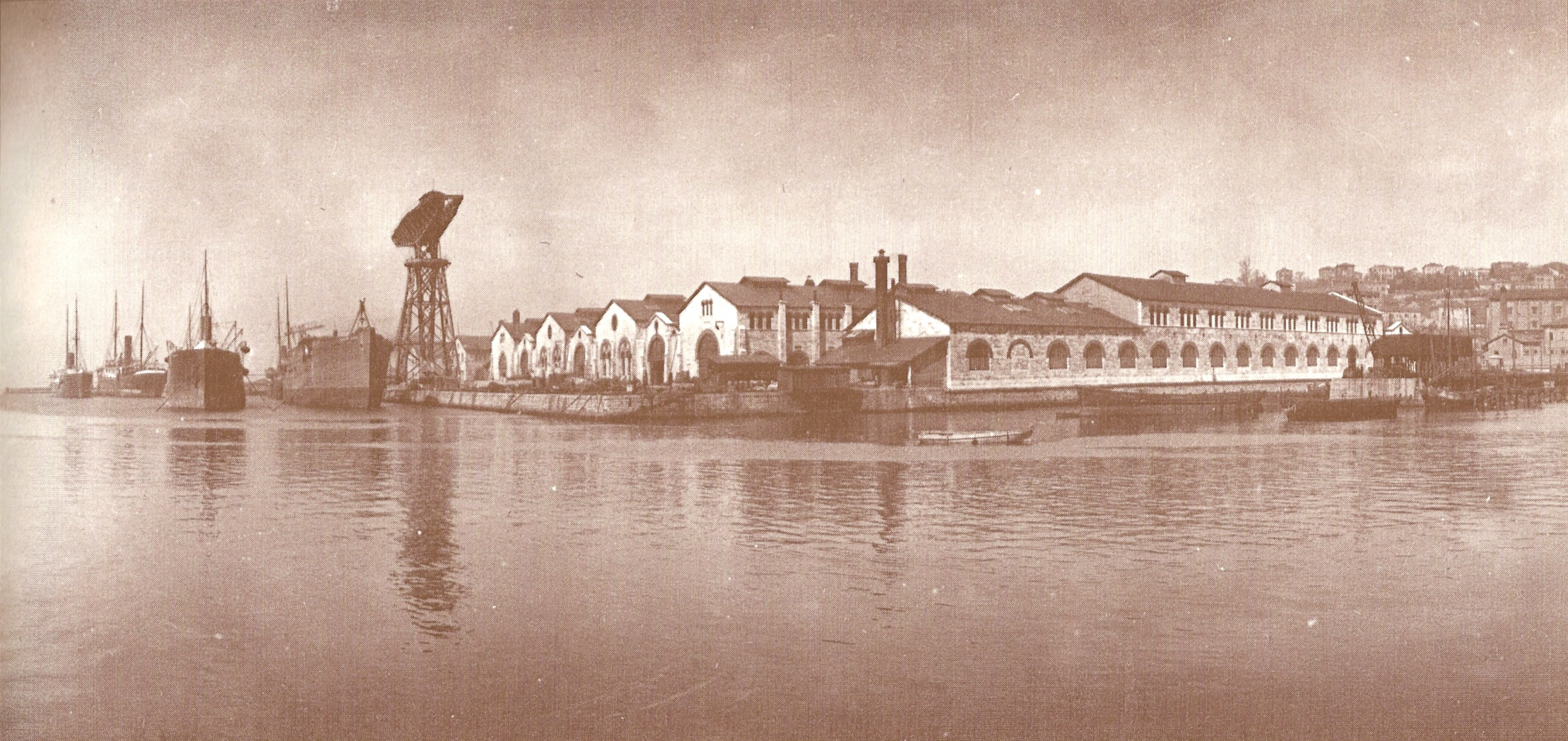
L'arsenal Lloyd.

En 1853, il est décidé de construire à Trieste un grand chantier naval, l'arsenal Lloyd, destiné non seulement à l'entretien et la réparation périodiques des navires de la compagnie, mais aussi à la construction de nouveaux bateaux. La pose de la première pierre a lieu en 1853 en présence de l'archiduc Ferdinand Maximilian. L'ouvrage réalisé par l'architecte danois Hans Christian Hansen est achevé en 1861. L’arsenal emploiera 3 000 ouvriers.
En 1855 le Lloyd Adriatico, qui a pris une importance stratégique pour l’empire autrichien, est financé par l’État. Durant la guerre austro-italienne de 1866, plusieurs navires de la compagnie sont réquisitionnés par la marine impériale autrichienne et utilisés comme transports de troupes contre le royaume d’Italie.
Trieste voit son importance grandir en 1867 avec la réalisation de l’Österreichische Südbahn (« voie ferroviaire autrichienne méridionale »), qui va faciliter le transport de marchandises entre le port et les régions de l’Europe centrale et orientale. Durant cette période, le Lloyd est la plus importante compagnie de navigation de la Méditerranée et Trieste, le principal port de l’empire des Habsbourg.
Par le Compromis austro-hongrois de 1867, l'empire autrichien devient l'empire austro-hongrois. En 1872, le Lloyd Austriaco prend le nom d’Österreichisch-Ungarischer Lloyd - Lloyd Austro-Ungarico (« Lloyd austro-hongrois »). En 1869, le Lloyd devient actionnaire de la Compagnie de Suez dont Pasquale Revoltella, membre du conseil d'administration du Lloyd, devient vice-président. Avec l'ouverture du canal de Suez, sont inaugurées des routes vers l’Extrême-Orient. Trois vapeurs de la compagnie, le Pluto, le Vulkan et l’America font partie du convoi inaugural lors de la cérémonie officielle d’ouverture.

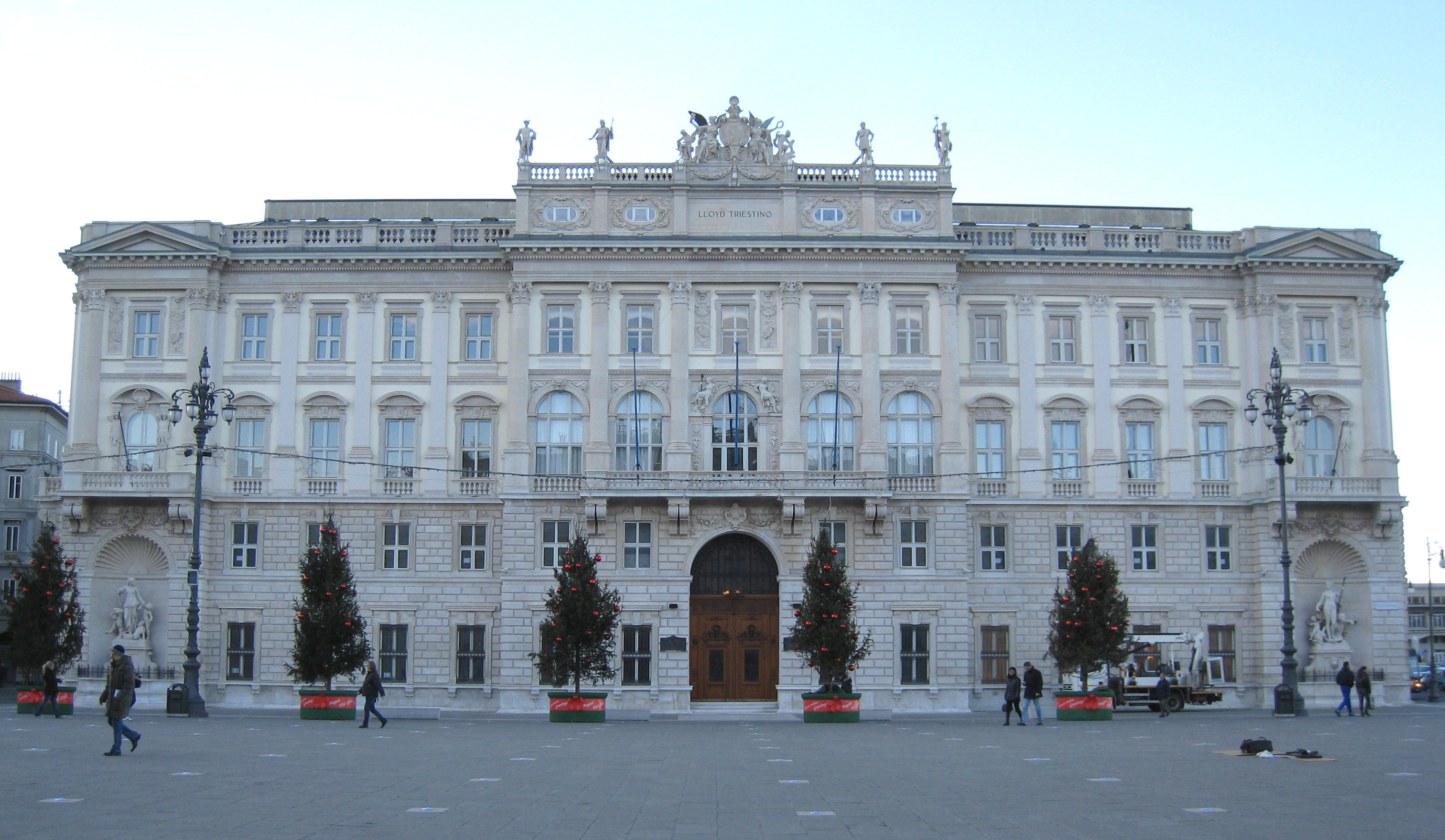
Le siège historique de la Lloyd Triestino (aujourd'hui l'hôtel de la région Frioul-Vénétie Julienne), par Heinrich von Ferstel.

Le nouveau siège de la compagnie est construit entre 1880 et 1883 à Trieste. Ce palais est réalisé par l’architecte Heinrich von Ferstel, qui avait déjà conçu l’université de Vienne. Aujourd’hui, l’immeuble abrite l’hôtel (siège) de la région Frioul-Vénétie Julienne.
Le vapeur Imperator, destiné aux routes d’Extrême-Orient, est lancé lors des festivités du cinquantenaire de la compagnie en 1886.
Avec l’importance grandissante du port de Fiume (aujourd’hui Rijeka en Croatie), alors situé dans la partie hongroise de l’empire, le royaume de Hongrie décide d’accorder à sa propre Adria Hajózási Társaság - Società di Navigazione Adria, qui y a son siège, les financements jusqu’alors destinés à la Lloyd. En conséquence, en 1891, le nom de la compagnie triestine est changé en Österreichischer Lloyd - Lloyd Austriaco (« Lloyd autrichien »), sans référence à la Hongrie. En 1906, le siège de la compagnie est transféré de Trieste à Vienne.

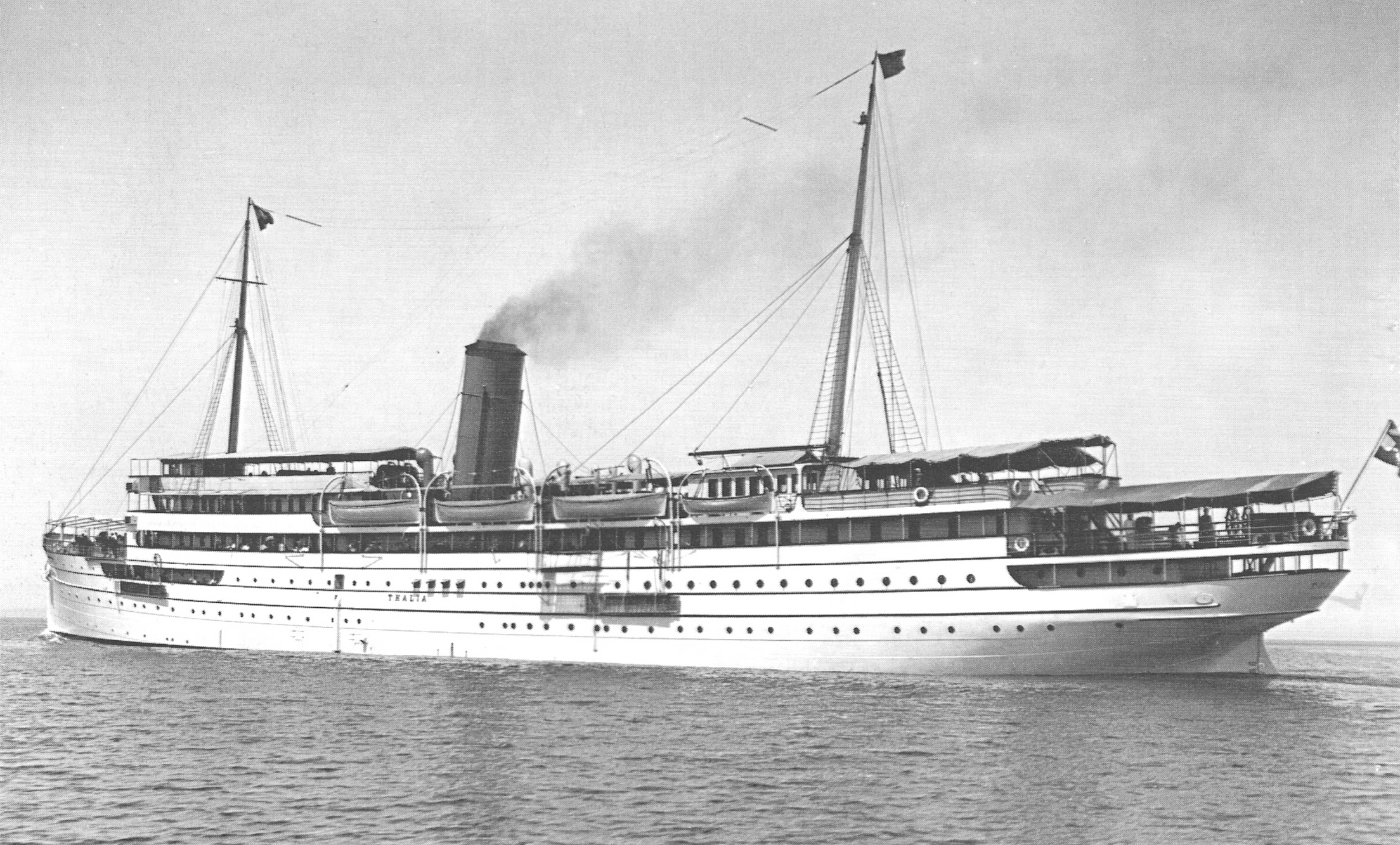
Le Thalia en 1907.

En 1909, les chantiers navals deviennent une société détenue à 50 % par la Lloyd Austriaco et à 50 % par les chantiers navals Stabilimento Tecnico Triestino.
Avec le passage de Trieste à l’Italie en 1919, la compagnie change de nouveau son nom en Lloyd Triestino di Navigazione.
En 1936, à la suite d’une restructuration des principales compagnies de navigation, le contrôle de la Lloyd passe sous la juridiction de la Finmare, une société financière d’État.
Après des décennies de prospérité, à la fin de la Seconde Guerre mondiale, la compagnie n’a plus que 5 navires.
La compagnie récupère progressivement ses lignes vers l’Afrique (Port Saïd, le Moyen-Orient (Aden), l'Asie du Sud (Karachi, Bombay, Colombo, du Sud-Est (Jakarta, Singapour) et de l’Est (Hong Kong) et l’Australie (Fremantle, Melbourne, Sydney). En 1956, sa flotte comprenait 31 unités.
Les années 1970 voient d’importants changements dans le secteur des transports avec l'apparition du conteneur. La compagnie se modernise et mondialise ses services.
Durant les années 1980, la compagnie continue de se développer. En 1990, elle transfère son siège dans les nouveaux bureaux du Palazzo della Marineria.

## Le groupe Evergreen

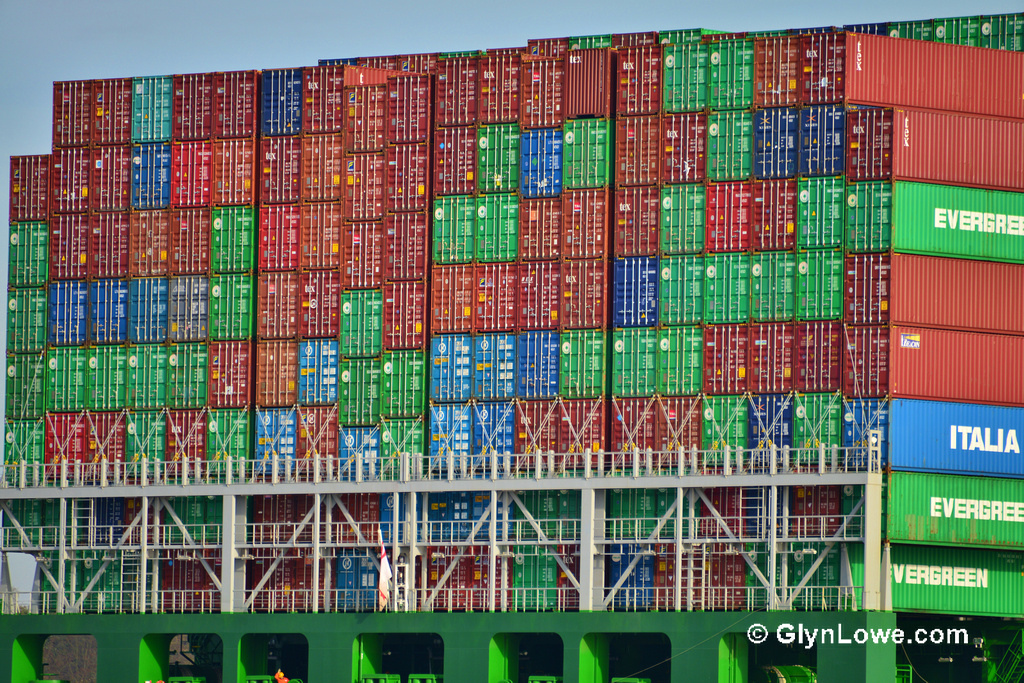
Conteneurs ITALIA (en bleu) parmi des conteneurs Evergreen (en vert) abord un bateau.

Fin 1998, la Lloyd Triestino est acquise par le groupe de transports maritimes taiwanais Evergreen Marine Corporation, avec laquelle elle coopérait depuis 1993.
En 2007 les quatre compagnies de navigation d'Evergreen, Italia Marittima SpA, Evergreen Marine Corp. (Taiwan) Ltd., Evergreen Marine (UK) Ltd. et Evergreen Marine (Hong Kong) Ltd., signent un accord entré en vigueur par lequel chacune conserve son autonomie.

## Österreichischer Lloyd (1921-1951)
La Convention sur la liberté du transit conclue à Barcelone le 20 avril 1921 reconnaissait aux États formés à l'issue de la Première Guerre mondiale et privés d'accès à la mer, le droit d'exercer une activité maritime. Il rendait donc possible la renaissance de l’Österreichischer Lloyd, avec cette fois un siège à Vienne. Ceci n'eut toutefois lieu que 30 ans plus tard, en 1951[réf. nécessaire].